# Leipziger Straße (Magdeburg)
Leipziger Straße, Magdeburg-Leipziger Straße – dzielnica miasta Magdeburg w Niemczech, w kraju związkowym Saksonia-Anhalt.